# Fire Under the Ashes
Fire Under the Ashes er en dansk kortfilm fra 2013 med instruktion og manuskript af Arash Setoodeh.

## Handling
Denne artikel mangler et handlingsreferat. Hjælp os med at skrive det.